# Puchar Europy Mistrzyń Krajowych siatkarek (1993/1994)
Puchar Europy Mistrzyń Krajowych 1994 – 34. sezon Pucharu Europy Mistrzyń Krajowych rozgrywanego od 1960 roku, organizowanego przez Europejską Konfederację Piłki Siatkowej (CEV) w ramach europejskich pucharów dla żeńskich klubowych zespołów siatkarskich "starego kontynentu".

## Drużyny uczestniczące
- Vakifbank Stambuł
- CSKA Sofia
- Orbita Zaporoże
- Aurora Ryga
- BTV Luzerna
- Panathinaikos Ateny
- Pałac Bydgoszcz
- SK Lushnja
- Holte IF
- Gym Bonnevoie
- Hapoel Mate Asher
- Koll Il Oslo
- Bonduelle Vught
- Rabotnički Skopje
- Rapid Bukareszt
- Vasama Vaasan
- Amkodor Mińsk
- Paloma Branik Maribor
- Antonius Herentals
- SKUP Biesse Ołomuniec
- Slávia UK Bratysława
- Boavista Porto
- Urałoczka Jekaterynburg
- Wüstenrot Salzburg
- Latte Rugiada Matera Matera
- CV Murcia
- Tungsram Budapeszt
- CJD Berlin
- VBC Riom
- Mladost Zagrzeb

## Rozgrywki

### 1. runda
| Data       | Drużyna 1         | Wynik | Drużyna 2           | Sety                            |
| ---------- | ----------------- | ----- | ------------------- | ------------------------------- |
| 06.11.1993 | Vakifbank Stambuł | 3:1   | CSKA Sofia          | 15:9, 15:8, 11:15, 15:4         |
| 13.11.1993 | Vakifbank Stambuł | 0:3   | CSKA Sofia          | 8:15, 8:15, 11:15               |
|            |                   |       |                     |                                 |
| 06.11.1993 | Orbita Zaporoże   | 3:0   | Aurora Ryga         | 15:12, 15:2, 15:6               |
| 07.11.1993 | Orbita Zaporoże   | 3:0   | Aurora Ryga         | 15:9, 15:5, 15:8                |
|            |                   |       |                     |                                 |
| 07.11.1993 | BTV Luzerna       | 1:3   | Panathinaikos Ateny | 8:15, 11:15, 15:5, 14:16        |
| 13.11.1993 | BTV Luzerna       | 0:3   | Panathinaikos Ateny | 5:15, 9:15, 10:15               |
|            |                   |       |                     |                                 |
| 06.11.1993 | Pałac Bydgoszcz   | 3:0   | SK Lushnja          | 15:6, 15:9, 15:6                |
| 07.11.1993 | Pałac Bydgoszcz   | 3:0   | SK Lushnja          | 15:3, 15:4, 15:10               |
|            |                   |       |                     |                                 |
| 07.11.1993 | Holte IF          | 3:0   | Gym Bonnevoie       | 15:5, 15:3, 15:5                |
| 13.11.1993 | Holte IF          | 3:0   | Gym Bonnevoie       | 15:10, 15:13, 15:10             |
|            |                   |       |                     |                                 |
| 06.11.1993 | Hapoel Mate Asher | 3:0   | Koll Il Oslo        | 15:9, 15:9, 15:8                |
| 13.11.1993 | Hapoel Mate Asher | 2:3   | Koll Il Oslo        | 15:6, 11:15, 12:15, 15:1, 10:15 |

### 2. runda
| Data       | Drużyna 1            | Wynik | Drużyna 2             | Sety                             |
| ---------- | -------------------- | ----- | --------------------- | -------------------------------- |
| 05.12.1993 | CSKA Sofia           | 2:3   | Bonduelle Vught       | 15:4, 15:8, 14:16, 10:15, 13:15  |
| 11.12.1993 | CSKA Sofia           | 0:3   | Bonduelle Vught       | 3:15, 12:15, 9:15                |
|            |                      |       |                       |                                  |
| 11.12.1993 | Orbita Zaporoże      | 3:0   | Rabotnički Skopje     | 15:2, 15:2, 15:1                 |
| 12.12.1993 | Orbita Zaporoże      | 3:0   | Rabotnički Skopje     | 15:0, 15:9, 15:2                 |
|            |                      |       |                       |                                  |
| 04.12.1993 | Rapid Bukareszt      | 3:1   | Panathinaikos Ateny   | 11:15, 15:13, 15:6, 15:3         |
| 11.12.1993 | Rapid Bukareszt      | 0:3   | Panathinaikos Ateny   | 12:15, 7:15, 9:15                |
|            |                      |       |                       |                                  |
| 04.12.1993 | Vaasan Vasama        | 3:2   | Amkodor Mińsk         | 15:10, 2:15, 12:15, 15:7, 15:12  |
| 05.12.1993 | Vaasan Vasama        | 0:3   | Amkodor Mińsk         | 11:15, 10:15, 11:15              |
|            |                      |       |                       |                                  |
| 04.12.1993 | Pałac Bydgoszcz      | 3:0   | Paloma Branik Maribor | 15:7, 15:13, 15:11               |
| 11.12.1993 | Pałac Bydgoszcz      | 3:0   | Paloma Branik Maribor | 15:8, 15:7, 15:5                 |
|            |                      |       |                       |                                  |
| 05.12.1993 | Antonius Herentals   | 2:3   | SKUP Biesse Ołomuniec | 15:10, 16:17, 16:17, 15:9, 11:15 |
| 12.12.1993 | Antonius Herentals   | 2:3   | SKUP Biesse Ołomuniec | 12:15, 15:9, 15:11, 10:15, 8:15  |
|            |                      |       |                       |                                  |
| 04.12.1993 | Hapoel Mate Asher    | 3:0   | Holte IF              | 15:2, 15:6, 15:6                 |
| 12.12.1993 | Hapoel Mate Asher    | 3:1   | Holte IF              | 15:5, 13:15, 15:9, 15:11         |
|            |                      |       |                       |                                  |
| 04.12.1993 | Slávia UK Bratysława | 3:0   | Boavista Porto        | 15:11, 15:4, 15:2                |
| 11.12.1993 | Slávia UK Bratysława | 3:2   | Boavista Porto        | 15:4, 13:15, 0:15, 15:9, 15:11   |

### Runda 1/8
| Data       | Drużyna 1            | Wynik | Drużyna 2               | Sety                             |
| ---------- | -------------------- | ----- | ----------------------- | -------------------------------- |
| 11.01.1994 | Bonduelle Vught      | 0:3   | Urałoczka Jekaterynburg | 7:15, 5:15, 12:15                |
| 20.01.1994 | Bonduelle Vught      | 1:3   | Urałoczka Jekaterynburg | 3:15, 3:15, 15:11, 2:15          |
|            |                      |       |                         |                                  |
| 11.01.1994 | Orbita Zaporoże      | 3:0   | Wüstenrot Salzburg      | 15:3, 15:1, 15:5                 |
| 12.01.1994 | Orbita Zaporoże      | 3:0   | Wüstenrot Salzburg      | 15:4, 15:10, 15:5                |
|            |                      |       |                         |                                  |
| 12.01.1994 | Latte Rugiada Matera | 3:0   | Panathinaikos Ateny     | 15:6, 15:13, 15:6                |
| 19.01.1994 | Latte Rugiada Matera | 3:0   | Panathinaikos Ateny     | 15:8, 15:4, 15:8                 |
|            |                      |       |                         |                                  |
| 18.01.1994 | CV Murcia            | 3:1   | Amkodor Mińsk           | 15:9, 15:12, 10:15, 15:6         |
| 20.01.1994 | CV Murcia            | 3:1   | Amkodor Mińsk           | 16:14, 15:5, 9:15, 15:11         |
|            |                      |       |                         |                                  |
| 12.01.1994 | Tungsram Budapeszt   | 3:0   | Pałac Bydgoszcz         | 15:12, 15:7, 15:11               |
| 19.01.1994 | Tungsram Budapeszt   | 2:3   | Pałac Bydgoszcz         | 11:15, 15:1, 15:13, 13:15, 12:15 |
|            |                      |       |                         |                                  |
| 12.01.1994 | CJD Berlin           | 3:2   | SKUP Biesse Ołomuniec   | 9:15, 12:15, 15:13, 15:5, 15:11  |
| 19.01.1994 | CJD Berlin           | 2:3   | SKUP Biesse Ołomuniec   | 16:14, 10:15, 15:10, 9:15, 11:15 |
|            |                      |       |                         |                                  |
| 12.01.1994 | Hapoel Mate Asher    | 0:3   | VBC Riom                | 8:15, 9:15, 14:16                |
| 19.01.1994 | Hapoel Mate Asher    | 0:3   | VBC Riom                | 11:15, 11:15, 12:15              |
|            |                      |       |                         |                                  |
| 12.01.1994 | Slávia UK Bratysława | 0:3   | Mladost Zagrzeb         | 10:15, 7:15, 6:15                |
| 18.01.1994 | Slávia UK Bratysława | 0:3   | Mladost Zagrzeb         | 2:15, 3:15, 9:15                 |

### Ćwierćfinał
| Data       | Drużyna 1            | Wynik | Drużyna 2               | Sety                           |
| ---------- | -------------------- | ----- | ----------------------- | ------------------------------ |
| 15.02.1994 | Orbita Zaporoże      | 0:3   | Urałoczka Jekaterynburg | 9:15, 7:15, 10:15              |
| 16.02.1994 | Orbita Zaporoże      | 0:3   | Urałoczka Jekaterynburg | 2:15, 11:15, 0:15              |
|            |                      |       |                         |                                |
| 09.02.1994 | Latte Rugiada Matera | 3:0   | CV Murcia               | 15:10, 15:4, 15:8              |
| 16.02.1994 | Latte Rugiada Matera | 3:1   | CV Murcia               | 13:15, 15:5, 15:13, 16:14      |
|            |                      |       |                         |                                |
| 09.02.1994 | Tungsram Budapeszt   | 2:3   | SKUP Biesse Ołomuniec   | 15:13, 16:14, 9:15, 3:15, 8:15 |
| 17.02.1994 | Tungsram Budapeszt   | 0:3   | SKUP Biesse Ołomuniec   | 6:15, 13:15, 13:15             |
|            |                      |       |                         |                                |
| 09.02.1994 | VBC Riom             | 0:3   | Mladost Zagrzeb         | 13:15, 10:15, 10:15            |
| 16.02.1994 | VBC Riom             | 0:3   | Mladost Zagrzeb         | 12:15, 6:15, 3:15              |

### Turniej finałowy
Zagrzeb

#### Półfinały
| Data       | Drużyna 1               | Wynik | Drużyna 2             | Sety                            |
| ---------- | ----------------------- | ----- | --------------------- | ------------------------------- |
| 12.03.1994 | Mladost Zagrzeb         | 3:0   | SKUP Biesse Ołomuniec | 15:5, 15:9, 15:9                |
| 12.03.1994 | Urałoczka Jekaterynburg | 3:2   | Latte Rugiada Matera  | 8:15, 15:11, 15:7, 12:15, 15:13 |

#### Mecz o 3. miejsce
| Data       | Drużyna 1            | Wynik | Drużyna 2             | Sety              |
| ---------- | -------------------- | ----- | --------------------- | ----------------- |
| 13.03.1994 | Latte Rugiada Matera | 3:0   | SKUP Biesse Ołomuniec | 15:7, 15:6, 15:12 |

#### Finał
| Data       | Drużyna 1               | Wynik | Drużyna 2       | Sety                             |
| ---------- | ----------------------- | ----- | --------------- | -------------------------------- |
| 13.03.1994 | Urałoczka Jekaterynburg | 3:2   | Mladost Zagrzeb | 10:15, 15:12, 11:15, 15:12, 15:7 |

## Klasyfikacja końcowa
| Miejsce | Drużyna                 |
| ------- | ----------------------- |
| złoto   | Urałoczka Jekaterynburg |
| srebro  | AOK Mladost Zagrzeb     |
| brąz    | Latte Rugiada Matera    |
| 4.      | SKUP Biesse Ołomuniec   |